# Окланд класик 2008 — појединачно
АСБ класик Окланд (енгл. ASB Classic Auckland) је један од професионалних ВТА тениских турнира, којим се сваке године отвара нова тениска сезона. Ове године одржава се двадсет и трећи пут у Окланду, Нови Зеланд на тренима АСБ тенис центра од 31. децембра до 5. јануара.
Турнир је четврте категорије са наградним фондом од 145.000 долара. Игра се на отвореним теренима АСБ тенис центра, са тврдом подлогом. Учествују 32 такмичарке.
Титулу неће бранити прошлогодишња победница српска тенисерка Јелена Јанковић.
Победница у 2008. години је американка Линдси Давенпорт која је у финалу победила францускињу Араван Резај резултатом 2:0.

## Списак носилаца
| # | Име                         | Резултат успешности | Резултат успешности                    |
| - | --------------------------- | ------------------- | -------------------------------------- |
| 1 | Вера Звонарјова (22)        | четвртфинале        | Марина Ераковић Нови Зеланд (ВК) (161) |
| 2 | Марија Кириленко (25        | четвртфинале        | Тамира Пасек (41)                      |
| 3 | Катарина Среботник (27)     | четвртфинале        | Араван Резај Француска(90)             |
| 4 | Михаела Крајчек (33)        | 1. коло             | Сара Ерани Италија (69)                |
| 5 | Анабела Медина Гаригес {34} | 2. коло             | Линдси Давенпорт Сједињене Државе (72) |
| 6 | Тамира Пасек (41)           | полуфинале          | Линдси Давенпорт Сједињене Државе (72) |
| 7 | Елени Данилиду (42)         | 2. коло             | Араван Резај Француска (90)            |
| 8 | Емил Лоа (43)               | 1. kolo             | Ешли Харклроуд Сједињене Државе (67)   |

Број у загради иза имена је место на ВТА листи пре почетка турнира

## Резултати

### Прво коло
31. децембар
| бр. меча | 1. играч                                | Резултат         | 2. играч                      |
| 1.       | Вера Звонарјова Русија (1)              | 6-0, 6-1         | Саша Џонс Нови Зеланд (ВК)    |
| 2.       | Арвидсон Софија Шведска                 | 6-4, 7-5         | Аша Рол Сједињене Државе (КВ) |
| 3.       | Марина Ераковић Нови Зеланд (ВК)        | 6-1, 6-1         | Елен Бери Нови Зеланд (ВК)    |
| 4.       | Ешли Харклроуд Сједињене Државе         | 6-4, 6-1         | Емил Лоа Француска (8)        |
| 5.       | Катарина Среботник Словенија (3)        | 6-0, 3-0 пр.     | Анастасиа Родионова Русија    |
| 6.       | Акико Моригами Јапан                    | 5-7, 0-6         | Ивон Мојзбургер Аустрија      |
| 7.       | Шуаи Џанг Кина (КВ)                     | 3-6, 3-6         | Араван Резај Француска        |
| 8.       | Елена Балтача Уједињено Краљевство (КВ) | 1-6, 2-6         | Елени Данилиду Грчка (7)      |
| 9.       | Анабела Медина Гаригес Шпанија {5}      | 7-6(3), 6-3      | Никол Прат Француска          |
| 10.      | Линдси Давенпорт Сједињене Државе       | 6-2, 6-3         | Лора Гранвил Сједињене Државе |
| 11.      | Весна Манасијева Русија (КВ)            | 0-6, 5-7         | Полин Перментије Француска    |
| 12.      | Сара Ерани Италија                      | 7-5, 6-7(4), 6-2 | Михаела Крајчек Холандија (4) |
| 13.      | Тамира Пасек Аустрија (6)               | 7-6(7), 6-1      | Јанина Викмајер Белгија       |
| 14.      | Камиј Пен Француска                     | 6-3, 6-1         | Мартина Милер Немачка         |
| 15.      | Мајлен Тју Сједињене Државе             | 3-6, 5-7         | Клара Закопалова Чешка        |
| 16.      | Каја Канепи Естонија                    | 2-6, 6-2, 3-6    | Марија Кириленко Русија (2)   |

Број у загради иза имена је број носиоца,
КВ - из квалификација
ВК - Вајлд кард

### Друго коло
2. јануар
| бр. меча | 1. играч                           | Резултат      | 2. играч                          |
| 1.       | Вера Звонарјова Русија (1)         | 6-2, 6-3      | Арвидсон Софија Шведска           |
| 2.       | Марина Ераковић Нови Зеланд (ВК)   | 7-6(5), 7-5   | Ешли Харклроуд Сједињене Државе   |
| 3.       | Катарина Среботник Словенија (3)   | 6-1, 6-0      | Ивон Мојзбургер Аустрија          |
| 4.       | Араван Резај Француска             | 7-5, 6-4      | Елени Данилиду Грчка (7)          |
| 5.       | Анабела Медина Гаригес Шпанија {5} | 1-6, 6-4, 0-6 | Линдси Давенпорт Сједињене Државе |
| 6.       | Полин Перментије Француска         | 1-6, 2-6      | Сара Ерани Италија                |
| 7.       | Тамира Пасек Аустрија (6)          | 6-2, 6-3      | Камиј Пен Француска               |
| 8.       | Клара Закопалова Чешка             | 4-6, 1-6      | Марија Кириленко Русија (2)       |

### Четвртфинале
(3. јануар)
| бр. меча | 1. играч                          | Резултат         | 2. играч                         |
| 1.       | Вера Звонарјова Русија (1)        | 3-6, 6-2, 6-7(5) | Марина Ераковић Нови Зеланд (ВК) |
| 2.       | Катарина Среботник Словенија (3)  | 1-6, 3-6         | Араван Резај Француска           |
| 3.       | Линдси Давенпорт Сједињене Државе | 6-3, 6-3         | Сара Ерани Италија               |
| 4.       | Тамира Пасек Аустрија (6)         | 6-1, 6-3         | Марија Кириленко Русија (2)      |

### Полуфинале
(4. јануар)
| бр. меча | 1. играч                          | Резултат | 2. играч                  |
| 1.       | Марина Ераковић Нови Зеланд (ВК)  | 3-6, 5-7 | Араван Резај Француска    |
| 2.       | Линдси Давенпорт Сједињене Државе | 6-4, 6-3 | Тамира Пасек Аустрија (6) |

## Финале
(5. јануар)
| бр. меча | 1. играч               | Резултат | 2. играч                          |
| 1.       | Араван Резај Француска | 2-6, 2-6 | Линдси Давенпорт Сједињене Државе |